# 张充仁
张充仁（1907年9月18日—1998年10月8日），1907年农历八月十八出生于江苏上海七宝（现为上海市闵行区七宝镇），画家、雕塑家。
张充仁长于绘画和雕塑，20世纪20年代初，赴比利时留学，结识了比利时漫画家埃尔热，两人成为挚友。学成后张充仁游历欧洲从事创作，抗日战争爆发后回国参加救亡运动。1949年后，张充仁陆续在上海美术专科学校，交通大学等学校任教，同时进行创作。80年代，其为邓小平创作的雕塑引人注目。
1980年代后期，张充仁旅居法国。1998年10月8日病逝于巴黎。
张充仁与埃尔热的友谊让他成为法语国家最为知名的中国人之一，他不仅帮助埃尔热完成了《丁丁历险记》中关于中国的一部作品——《蓝莲花》，更是成为了其中的主角——张。两人因战争失散后，埃尔热为表达他的思念，又创作了以“张”为主角的《丁丁在西藏》。1981年，两人在布鲁塞尔重逢。

## 生平

### 少年時期
張充仁的祖父是一位中醫師，原居至江蘇松江縣，後移居於上海縣七寶鎮，張充仁的父親張少甫，即是在七寶鎮出生，後遷居到上海徐家匯，是一位雕刻花板師傅。該地區是許多天主教集居之地，張充仁的家族也是天主教家庭。張少甫與殷蓮子結婚，起初不孕，所以在孤兒院領養了一個男孩，取名張充嘉，兩三年後，殷蓮子懷孕，生下張充仁，天主教名瑪吉爾(Mathieu)。張充仁四歲半時，母親過世，父親未再續弦。
1914年，張充仁7歲時，進入上海徐家匯天主教的類思小學就讀，受到田中德校長的鼓勵，對繪畫的訓練和喜好加深，四年級的繪畫成績拿到第一名，原本可以得到有畫筆和一套顏料的畫箱作為獎品，但是因為名次名條錯置，所以得到中華圖畫故事書，後來田校長補贈一套蘭香墨和鉛筆給他。進入高小就讀後，喜愛收集香菸盒的畫片，在這兩年間，開始學習西洋畫，1920年高小畢業後，開始學習法文。

### 青少年時期
1921年(民國10年)至1928年間，張充仁在上海的愛爾蘭安敬齋修士所所辦的土山灣印書館照相製版部學習攝影和製版，安敬齋修士和田中德校長曾經是同學，安敬齋也樂意每天教張充仁法文，張充仁也自修中西繪畫理論。
張充仁19歲時，油畫的技法更加進步，在安敬齋修士指導鼓勵下，繪製徐家匯天主堂的歷任院長肖像共19幅，大小為24吋，被外籍修士讚有拉斐爾之風。但隨著文化大革命期間，徐家匯天主堂遭到破壞，這19幅作品也不知去向。

### 青年時期
1928年，張充仁在土山灣學習期滿後，進入和合電影製片廠工作，擔任繪製布景的工作，但是因為不習慣電影界的生活型態，兩個月後就向導演請辭。之後進入《時報》擔任畫刊排版剪裁工作，累積更多編輯工作後，他在土山灣教師劉鍾騂推薦下，到《圖畫日報》擔任編輯，另兼有家庭美術教師的工作。此時期，張充仁有較多時間練習水彩畫，也有參展和出售作品的機會。
張充仁擔任美術教師的家庭姓譚，譚家女主人很欣賞張充仁，便收他為義子。譚家乾媽鼓勵張充仁前往歐洲留學深造。

### 比利時留學時期
決定出國留學後，第一個遇到的問題即是旅費和學費的問題，剛好郎靜山請張充仁代為刊登一幅作品在《圖畫日報》上，該作品的作者褚民谊得知張充仁的計畫後，便推薦他申請「中比庚款助學金」。中比庚款助學金的申請者必須先到比利時，參加入學考試且成績優良才能通過申請。為了確定獎助金的申請，張充仁曾去拜訪比利時驻上海領事館負責助學金的愛爾斯先生（Mr. Hers）。
1931年，張充仁籌措到足夠的旅費後，於9月18日登上法國郵輪，前往歐洲。一個月後抵達馬賽，轉火車至里昂，然後到巴黎轉車到布魯塞爾。10月，他考進布魯塞爾皇家美術學院油畫高級班，在12月的名次競賽中排名第二，因而申請到中比庚助學金。
第二學期又獲得油畫（風景）第一獎、動物解剖學第一獎、透視學第一獎、油畫構圖（人物）第二獎、人體解剖第二獎等佳績，之後的學期也有優秀的成績，因而持續得到中比庚款助學金的獎助。
1932年6月底的學生作品展中，雕塑系的教授隆波(Egide Rombaux)看到張充仁的作品《錫瓶檸檬》後，便建議他改學雕塑。張充仁下定決心準備考試，在暑假過後，考進了雕塑高級班。第一年的學生作業題目是「焦慮」，張充仁的作品名為《漁夫之妻》，雕塑一位漁婦在岸邊等候出海打漁返家的神情。
當年在比利時的外交界元老陸徵祥和魏宸组接到張充仁外太公馬相伯的請託照顧張充仁，陸徵祥在1932年11月，贈送張充仁一本日記，張充仁於是開始用日記記錄留學生活，直到返國。

1962年張充仁與顏文梁、林風眠、賀天健、豐子愷、張樂平觀摩交流畫作

1934年-1935年是張充仁在比利時求學的最後一年，1934年比利時也正在準備世界博覽會，張充仁被選為雕塑家馬棟(Matton)的助手，協助人像雕塑工作。1935年6月，張充仁在雕塑科畢業考獲得人體雕塑第一名、雕塑構圖第一名，除了藝術學院的雕塑文憑，還可獲得比利時國王阿爾貝金質獎章和布魯塞爾市政府獎章和獎金。但是因為獎金只頒發給具有比利時國籍的人，張充仁謝絕了入籍的協助，並把獎金讓給第二名的同學。
在回國之前，張充仁向中比庚款委員會申請考察和回國旅費獲准，1935年8月1日張充仁搭乘火車，到英國倫敦、荷蘭、德國、奧地利、義大利、梵蒂岡等地參觀博物館和美術館。10月1日，在梵蒂岡以中國青年藝術家的身份和當時的教宗會面。10月11日張充仁由義大利搭船返國，11月4日輪船抵達上海。

### 與艾爾吉合作
1934年，本名喬治·勒米（George Remi）的連環圖畫家艾爾吉，透過魯汶大學的天主教司鐸郭謝（L'abbé Gusset）認識了張充仁，在和張充仁交流構想後，創作出作品《藍蓮花》，故事背景是1930年代初期的上海租界，藍蓮花是一家鴉片館的名稱。張充仁送艾爾吉一本《芥子園畫譜》，建議他模仿国画線條风格绘画，艾爾吉將張充仁化身為故事中的一角，成為丁丁在中國的好友。
張充仁也參與了藍蓮花部分插圖的工作，例如室內畫面的牆上標語「打倒帝國主義」、「三民主義是救中國」等，或是「儒醫方世英診所」等招牌也是出自張充仁之手。但是在畫中的簽名多為姓、名分開，如畫冊第40頁被日本軍帽盖住的「充仁」字樣，46頁的招牌上有「張」字。
1935年張充仁畢業後，原本艾爾吉和他約好在比京火車站送行，但是艾爾吉因為遲到，兩人僅能在開動的火車和月台上道別。
1937年蔣宋美齡讀到《藍蓮花》這本畫冊，希望邀請艾爾吉訪問中國，但是因為歐戰即將爆發，而未能成行。第二次世界大戰結束後，因為中國內戰緣故，艾爾吉無法打聽到張充仁的消息，還在畫冊《丁丁在西藏》中，描繪丁丁找到好友「張」的情節。
張充仁和艾爾吉直到1981年，張充仁申請到比利時通過後，分離四十多年，兩人才又見面。

### 創辦畫室，作育英才
1935年返國後，上海藝文界人士鼓勵他將留學期間作品展出，在馬相伯、蔡元培、徐悲鴻等人的發起下，這個畫展在1936年2月22日-3月1日，於法租界法文協會（當時地址為上海環龍路11號）舉辦，共有馬相伯、蔡元培、徐悲鴻、梅蘭芳等人參觀，總人數達兩萬多人。
畫展過後，張充仁在4月籌建了充仁畫室，位於當時法租界勞神父路608號(1949年後改為合肥路592弄25號)，一樓為素描班，二樓為水彩班，三樓為雕塑班，每週二和五上課。在1936年-1966年間雖然社會變動，但仍持續開課。直到文化大革命期間，這棟畫室被強占後才停止。

### 婚後生活
張充仁歸國後一年蘆溝橋事變爆發，張充仁在考量之後繼續留在上海。1939年，在張充仁32歲那年，遇見時年20歲的沈佩琴，兩人在同年的陰曆九月九日於上海聖保羅天主堂舉行天主教婚禮，婚後沈佩琴改名為沈佩瑾。1940年兩人有了第一個孩子「龍」，但在8個月大時罹患腸病夭折。
戰爭期間張充仁仍持續創作，油畫《流亡》、《惻隱之心》是描繪關於日軍侵略中國的情景。此時期也在杭州、芝江大學建築系、蘇州美專等地任教，並與比利時籍的神父在南京合辦慈安平民醫院。也譯有藝術書籍。
1941年張充仁在上海青年會（今華僑飯店）舉行第二次的「張充仁雕塑繪畫展」，會同學生一起展出。1945年對日抗戰結束後，他為上海市建了「勝利紀念像」。蔣介石、齊白石、司徒雷登的塑像也在這幾年完成。
1949年張充仁夫婦生下一個女兒，取名張以芳。當年5月，解放軍佔領上海，張充仁以《解放》為題創作雕像，於1950年完成。同年，父親張少甫病逝。隔年張充仁被邀請加入上海第一屆政治協商會議，張充仁辭謝了這個邀請，之後他參加了上海市府徵選的「人民英雄紀念塔」建造計畫，和建築師戴念慈合作獲選為第一名，這項徵選雖然因擴大辦理而更動了徵選的規定，但兩人再次投遞兩份作品，分別獲選為第一和第二。
1951年3月和1953年8月，張充仁的次女張以菲和三女張以萱陸續出生。張充仁此時的人民英雄紀念塔工作，進行到塑像的鑄銅階段時，被擱置，雖然1985年後這個計畫被重新提出，但仍舊未被實現。當年他在朋友的勸說下，參加了上海市盧灣區第一屆人民代表，之後連任第二屆和第三屆。
1956年9月，張氏夫婦的兒子張學仁出生。

### 1950年代末至文化大革命（1960年代-1970年代）

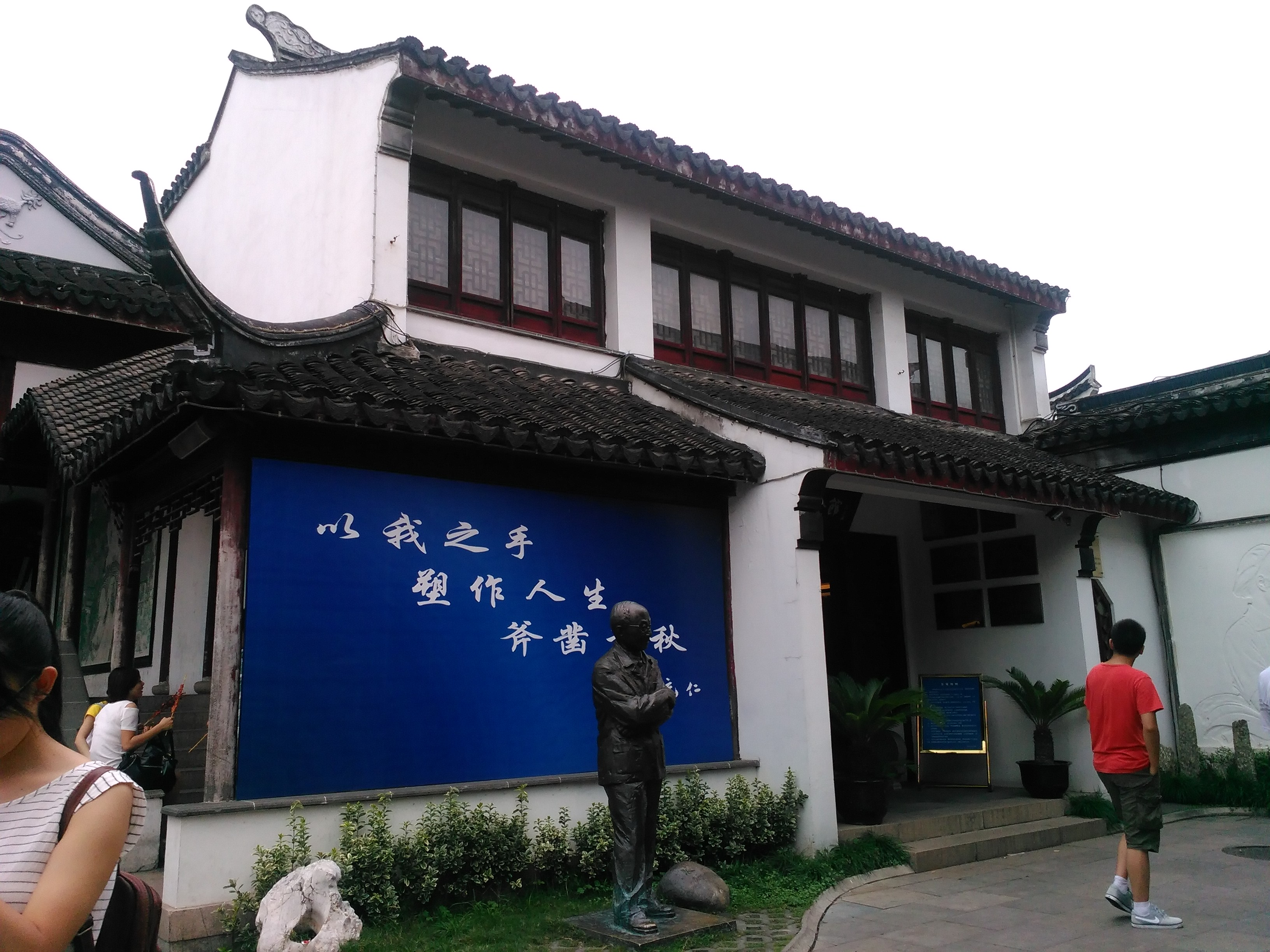
上海市闵行区七宝镇北西街87号，张充仁纪念馆

1958年至1965年間，張充仁應聘為中海美專雕塑系主任兼教授，1961年任中國美術家協會會員，上海分會理事兼秘書長。1964年曾下馬橋人民公社。1965年，上海油畫雕塑創作室成立。1966年8月18日，文化大革命開始，當月31日，上海油畫雕塑創作室的黨支部書記帶領紅衛兵搜查張充仁畫室，指控他宣揚西方資產階級文章，紅衛兵揚言要查禁他的書，並且用刀破壞他的油畫創作或被燒毀，砸毀雕塑。畫室內的錢財也被搶走。畫室遂告關閉。
1967年後的張充仁已經六十多歲，被派到五七幹校勞動，1971年曾因高血壓病發，1972年回家休養，1973年又下放青浦任屯村。文化大革命結束後，1977年張充仁獲得平反。
1979年張充仁任上海畫院油畫雕塑創作室主任，又任全國建築雕塑委員會上海委員，重新恢復畫院的學術研究活動。

### 1980年代之後
1981年，张充仁赶赴比利时，和埃尔热重逢，引发比利时举国轰动。1985年开始，张充仁赴法国讲学，其自塑手模由法国艺术收藏馆收藏。1987年，张充仁和法国文化部签约，为时任法国总统密特朗塑像，同年加入法国国籍。1992年，张充仁应邀返回上海，完成了聂耳塑像《起来》；1993年，又受邀创作了邓小平像，1994年完工。1998年，张充仁去世于巴黎近郊，中国、法国、比利时、瑞士、摩纳哥等国和中国美协等团体均致哀。

## 創作作品

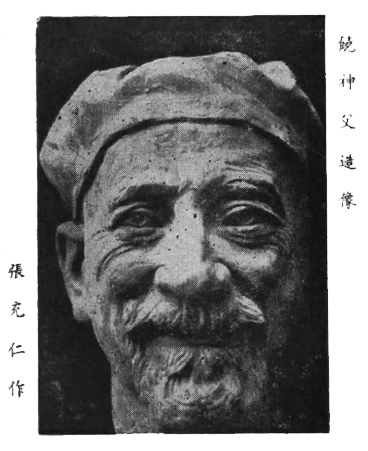
饶神父造像

張充仁回國後，在1930年代至1940年代間為許多名流塑像，其中包括他外太公馬相伯，曾為國民政府監察院長于右任、馮玉祥、司法院長居正、北洋政府國務總理唐紹儀、國民政府主席蔣中正、著名國畫畫家齊白石、美國前駐華大使司徒雷登，當時的《申報》評于右任的塑像「氣度莊重、儀態瀟灑，頭部額部鎮靜有力與富於變化的長髯明暗相映，可見其藝術技巧之精熟。」
在抗戰和文化大革命等紛亂之中，于右任、馮玉祥等塑像被破壞或失傳，僅存照片，齊白石、蔣中正和司徒雷登的設計草樣和塑像雖沒被破壞，但是蔣中正和司徒雷登的塑像卻變成藝術家「反革命」和「帝國主義」的罪證。